# Wiśniewo (gromada w powiecie mławskim)
Wiśniewo – dawna gromada, czyli najmniejsza jednostka podziału terytorialnego Polskiej Rzeczypospolitej Ludowej w latach 1954–1972.
Gromady, z gromadzkimi radami narodowymi (GRN) jako organami władzy najniższego stopnia na wsi, funkcjonowały od reformy reorganizującej administrację wiejską przeprowadzonej jesienią 1954 do momentu ich zniesienia z dniem 1 stycznia 1973, tym samym wypierając organizację gminną w latach 1954–1972.

## Historia
Gromadę Wiśniewo z siedzibą GRN w Wiśniewie utworzono – jako jedną z 8759 gromad na obszarze Polski – w powiecie mławskim w woj. warszawskim, na mocy uchwały nr VI/10/8/54 WRN w Warszawie z dnia 5 października 1954. W skład jednostki weszły obszary dotychczasowych gromad Kosiny Bartosowe, Kosiny Kapiczne, Kosiny Stare, Modła, Otocznia Stara i Wiśniewo ze zniesionej gminy Kosiny w tymże powiecie. Dla gromady ustalono 20 członków gromadzkiej rady narodowej.
31 grudnia 1959 do gromady Wiśniewo przyłączono obszar zniesionej gromady Wyszyny Kościelne (bez wsi Trzcianka, Wola Szydłowska i Zdroje oraz kolonii Trzcianka i Wola Szydłowska), a także wsie Korboniec, Wiśniewko i Wojnówka ze znoszonej gromady Łomia w tymże powiecie.
31 grudnia 1961 do gromady Wiśniewo włączono wsie Głużek i Podkrajowe ze zniesionej gromady Bogurzyn w tymże powiecie.
Gromada przetrwała do końca 1972 roku, czyli do kolejnej reformy gminnej. 1 stycznia 1973 w powiecie mławskim utworzono gminę Wiśniewo.